# Obniże
Obniże – wieś w Polsce położona w województwie podlaskim, w powiecie siemiatyckim, w gminie Drohiczyn.
| SIMC    | Nazwa      | Rodzaj    |
| ------- | ---------- | --------- |
| 0027648 | Obniż Duży | część wsi |
| 0027654 | Obniż Mały | część wsi |

W czasach II Rzeczypospolitej wieś należała (do 1934) do gminy Narojki.
W latach 1975–1998 miejscowość administracyjnie należała do województwa białostockiego.
Według Powszechnego Spisu Ludności z 1921 roku wieś zamieszkiwało 209 osób, wśród których 196 było wyznania rzymskokatolickiego, a 13 mojżeszowego. Jednocześnie 201 mieszkańców zadeklarowało polską przynależność narodową, a 8 żydowską. Było tu 39 budynków mieszkalnych.
Wierni kościoła rzymskokatolickiego należą do parafii Świętych Apostołów Piotra i Pawła w Śledzianowie.